# Silvestru Octavian Isopescul
Silvestru Octavian Isopescul (n. 23 decembrie 1878, Suceava – d. 30 august 1922, Iași) a fost un arhimandrit, teolog, filolog și orientalist (arabist) român.

## Biografie
Silvestru Octavian Isopescul s-a născut pe 23 decembrie 1878, la Suceava, unde tatăl său, Samuil Isopescu, originar din satul Frătăuții Noi de lângă Rădăuți, era profesor de liceu.
După terminarea cursurilor liceale la Suceava în perioada 1889-1896, a urmat studii la Facultatea de Teologie din Cernăuți (1896-1900), unde a obținut și doctoratul. Imediat după terminarea studiilor teologice a fost trimis să învețe limbile marilor civilizații ale Orientului Mijlociu la Universitatea din Viena și la alte centre universitare din Imperiul Austriac. Astfel, pe lângă cunoașterea aprofundată a limbilor greacă, latină și germană, a învățat o serie de limbi orientale, printre care și limba arabă.
În data de 25 decembrie 1900 a fost numit docent pentru limbile orientale și Vechiul Testament la Facultatea de Teologie din Cernăuți. La scurt timp după această numire a devenit profesor agregat la aceeași facultate. În timpul Primului Război Mondial a activat ca preot militar. În anul 1918 s-a călugărit.
S-a mutat apoi la Iași, unde a activat ca preot paroh, începând cu data de 1 iulie 1918, la Biserica „Sf. Sava”. În noiembrie 1918 a fost ridicat la rangul de arhimandrit. Tot atunci a fost numit profesor la Catedra de limbă și literatură greacă din cadrul Facultății de Litere a Universității din Iași (1918-1922).
A murit la 30 august 1922 la Iași, în plină capacitate creatoare, la doar 44 de ani și a fost înmormântat la Mănăstirea Cetățuia.

## Opera
Vastele sale cunoștințe lingvistice au fost valorificate într-un număr impresionant de studii și traduceri, cea mai importantă pentru cultura română fiind traducerea Coranului:
- Profetul Obadia, tradus și explicat de pe textul masoretic, cu o introducere, Cernăuți, 1901, 28 p.
- Cartea lui Iov, tradusă și explicată, Cernăuți, 1904 (retipărire din Candela pe anii 1902-1904);
- Der Prophet Malachias. Einleitung, traducere și interpretare, Cernăuți, 1908, V+163;
- Plângerile lui Ieremia, traducere și explicare dupa textul masoretic, cu o introducere, Cernăuți, 1909, 140 p.
- Legile agrare la evrei după dreptul mozaic, în Candela, anul XXX (1911), nr. 8, pp. 401–409 și nr. 9, pp. 457–466.
- Coranul, traducere după originalul arabic, însoțită de o introducere, Cernăuți, 1912, 538 p.
- Tâlcuirea Sântului părintelui nostru Domnul Efrem Sirul la Pentateuh, Iosua, Judecători, Carțile lui Samuel, și ale Regilor, traduse din originalul siriac..., tom. I, Cernăuți, 1914-1940, 556 p.
- Rumänische Erzählungen. Aus dem Original übersetzt von..., Cernăuți, 1911, 204 p.
- Ceva despre limba și literatura coptică, 1909;
- Dicționar armean-german (în colaborare).

## Baza traducerii Coranului
Ca bază a traducerii Coranului, Isopescul a utilizat textul coranic editat de către Gustave Fluegel și care reprezenta, la vremea respectivă, cea mai înaltă probitate științifică: Corani textus arabicus; Lipsiae, 1869. De asemenea, ca texte paralele, a folosit trei traduceri germane din care, așa cum arăta în „Prefață”, a preluat critic unele interpretări și note explicative. Aceste traduceri care se bucurau de mare autoritate la vremea respectivă erau efectuate de Friedrich Eberhard Boysen (publicată la Halle în 1773), de dr. L. Ullmann (publicată la Bielefeld și Leipzig în 1877) și de Max Henning (publicată la Leipzig în 1901). Această traducere a fost elogiată, printre alții, de Nicolae Iorga, fiind singura traducere existentă în limba română la acel moment.

## Legături externe
- Silvestru Octavian Isopescul - despre traducerea Coranului